# Budolphi Kloster
Budolphi Kloster var en stiftelse under Københavns Magistrat.
Stiftelsen blev oprettet af student Morten Nielsen Budolph ved testamente af 16. marts 1725. Ifølge fundats af 2. november 1836 optog stiftelsen uformuende enker eller ugifte kvinder, særlig gamle og svagelige og som hørte til Københavns borgerstand eller var født i København mod, at de ved optagelsen erlagde 1200 kr., der tilfaldt stiftelsen. Stiftelsen havde 6 friboliger og 5 udlejede boliger. 1858 kom stiftelsen under Magistratens 1. afdeling.
Plejehjemmet Gammel Kloster oprettedes i 1936 med Socialministeriets billigelse som samlet institutioner for Københavns gamle stiftelser. Herunder blev oprettet 6 friboliger under navn af Budolphi Stiftelses Legatboliger, efter at nævnte stiftelses ejendom i Sankt Peders Stræde 12 var afhændet. Samme år blev Budolphi Kloster nedlagt.
De øvrige stiftelser, der kom under Gammel Kloster, var Vartov, M.E. Grøns og Hustrus Friboliger, Abel Cathrines Stiftelse og Konferensråd J.H. Mundts Stiftelse.